# Batería (artillería)

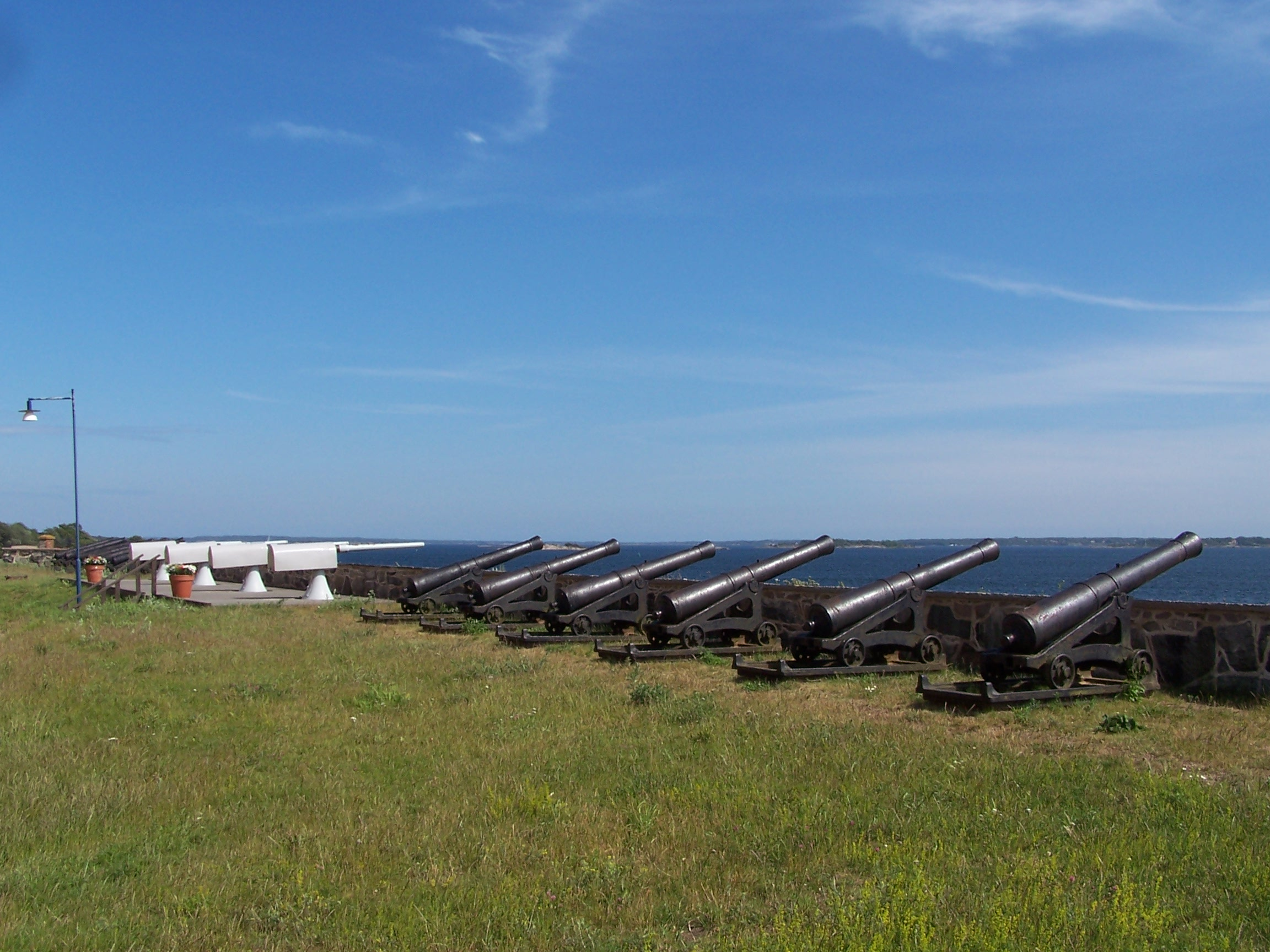
Batería costera en Stumholmen, Karlskron (Suecia).

En artillería se denomina batería al conjunto de piezas dispuestas para operar conjuntamente.  
En la artillería de campaña, la batería está formada por cuatro o seis piezas, en la artillería de costa por dos, tres piezas de calibres grandes (305 mm) o cuatro en calibres más pequeños (152,4 mm) y en la artillería antiaérea por cuatro u ocho piezas, aunque hay excepciones.
En el arma de artillería se designa también con este nombre a la tropa de artilleros que al mando de un capitán sirven este conjunto de piezas equivalente a una compañía.

## Tipos de batería
Se distinguen los siguientes tipos de batería:
- Batería a barbeta. Se llama así la batería cuando los cañones descuellan sobre el parapeto para que puedan hacer fuego en todas las direcciones. Al efecto se colocan sobre plataformas.
- Batería a caballo. Aquella cuyos sirvientes van a caballo.
- Batería baja. La primera en orden de colocación.
- Batería blindada. La que está protegida con blindajes.
- Batería casamatada. Conjunto de bocas de fuego situadas dentro de casamatas.
- Batería corrida. La que en algunos buques contiene una fila completa de cañones desde popa hasta proa en la cubierta del alcázar y castillo, para cuyo efecto se colocan también en los pasamanos las piezas que en ellos caben.
- Batería cruzada. Aquella en que se cruzan los disparos.
- Batería de alcázar y de castillo. Batería flotante.
- Batería de cañones. Explanada que se construye detrás de un parapeto inmediato a las cañoneras.
- Batería de cestones. La que se construye con cestones rellenos de tierra y sujetos con piquetes. También se construyen con sacos de tierra, fajinas, etc.
- Batería de costa. Se situaba cerca de la orilla del mar y cuyo objetivo principal era defender una plaza, un arsenal o un paso importante, frente a los ataques de las escuadras enemigas.
- Batería de estrella. La que se flanquea por efecto de la disposición de los ángulos entrantes y salientes.
- Batería de obuses. La que es semejante a la de cañones, sin talud y con abertura mayor por la parte interna.
- Batería de pantano. La construida en terrenos fangosos con fajinas, zarzos, etc. para darle solidez.
- Batería de plaza. Cada una de las construidas en una plaza para su defensa.
- Batería de través. La que bate una obra por la espalda.
- Batería enterrada. La que se construye en un foso de modo que le sirva de parapeto el terreno natural.
- Batería estable. Batería fija con objeto determinado de defensa.
- Batería fijante. La que se construye al nivel del terreno cuyos tiros se hacen de arriba abajo, por oposición a rasante.
- Batería floreada. La primera batería de un buque cuando tiene bastante altura sobre la superficie del mar para poderse jugar en tiempos duros.
- Batería flotante. La que se forma para defensa o ataque de los puertos en balsas, planchas o embarcaciones reforzadas y dispuestas al efecto.
- Batería horizontal. Batería que se construye para lanzar sus fuegos en la línea que determina su nombre.
- Batería media. La del alcázar y castillo en los buques que no la tienen corrida.
- Batería oblicua. La que dirige oblicuamente sus fuegos.
- Batería rasante. La que se construye para hacer fuego en estas condiciones.
- Batería volante. La que se improvisa con cestones y sacos de tierra.[1]